# بویزوین (ویرجینیا)
بویزوین (به انگلیسی: Boissevain) یک منطقهٔ مسکونی در ایالات متحده آمریکا است که در شهرستان تیزول، ویرجینیا واقع شده‌است. بویزوین ۷۴۷٫۹۹ متر بالاتر از سطح دریا واقع شده‌است.